# 神楽坂淳
神楽坂 淳（かぐらざか あつし、1966年 - ）は、日本の小説家、漫画原作者。広島県出身。

## 経歴
2007年に『大正野球娘。』でデビュー、2009年にアニメ化。2018年から『うちの旦那が甘ちゃんで』シリーズを発表し、2020年に第9回日本歴史時代作家協会賞（文庫書き下ろしシリーズ賞）を受賞。

## 人物
カレー・寿司・焼肉が好物である。
児童書を出版している集英社みらい文庫では小学生向けの三国志を執筆している。漫画原作も担当しており、シナリオを提供している。

## 作品一覧

### 小説

#### 三国志
- 三国志1（2011年4月 集英社みらい文庫）
- 三国志2（2011年10月 集英社みらい文庫）
- 三国志3（2012年2月 集英社みらい文庫）
- 三国志4（2012年4月 集英社みらい文庫）
- 三国志5 完結編（2012年5月 集英社みらい文庫）

#### 名探偵!? ニャンロック・ホームズ
- 名探偵!? ニャンロック・ホームズ 猫探偵あらわる の巻（2013年7月 集英社みらい文庫）
- 名探偵!? ニャンロック・ホームズ 5年2組まるごと大誘拐!? の巻（2013年7月 集英社みらい文庫） - 著：仲野ワタリ、 原案：神楽坂淳

#### うちの旦那が甘ちゃんで
- うちの旦那が甘ちゃんで（2018年8月 講談社文庫）
- うちの旦那が甘ちゃんで 2（2018年11月 講談社文庫）
- うちの旦那が甘ちゃんで 3（2019年3月 講談社文庫）
- うちの旦那が甘ちゃんで 4（2019年6月 講談社文庫）
- うちの旦那が甘ちゃんで 5（2019年9月 講談社文庫）
- うちの旦那が甘ちゃんで 6（2019年12月 講談社文庫）
- うちの旦那が甘ちゃんで 7（2020年3月 講談社文庫）
- うちの旦那が甘ちゃんで 8（2020年6月 講談社文庫）
- うちの旦那が甘ちゃんで 9（2020年12月 講談社文庫）
- うちの旦那が甘ちゃんで 10（2021年5月 講談社文庫）
- うちの旦那が甘ちゃんで 鼠小僧次郎吉編（2022年1月、講談社文庫）

#### 金四郎の妻ですが
- 金四郎の妻ですが（2019年8月 祥伝社文庫）
- 金四郎の妻ですが2（2020年1月 祥伝社文庫）
- 金四郎の妻ですが3（2021年6月 祥伝社文庫）

#### 捕り物に姉が口を出してきます
- 捕り物に姉が口を出してきます（2020年10月 ポプラ文庫）
- 捕り物に姉が口を出してきます2 五月大福（2021年6月 ポプラ文庫）

#### 帰蝶さまがヤバい
- 帰蝶さまがヤバい 1（2021年1月 講談社文庫）
- 帰蝶さまがヤバい 2（2021年2月 講談社文庫）

#### その他
- 征服娘。（2008年1月 スーパーダッシュ文庫）
- 激辛！夏風高校カレー部（いもうと付）（2008年11月 スーパーダッシュ文庫）
- うちの宿六が十手持ちですみません（2021年2月 小学館文庫）
- ありんす国の料理人 1（2021年7月、講談社文庫）ISBN 978-4-06-523775-5
- あやかし長屋 嫁は猫又（2021年8月、講談社文庫）ISBN 978-4-06-524563-7
- 恋文屋さんのごほうび酒（2021年8月、角川文庫）ISBN 978-4-04-111169-7
- 七代目銭形平次の嫁なんです（2022年3月、朝日文庫）ISBN 978-4-02-265031-3
- 醬油と洋食 明治グルメロマンス（2022年4月、小学館文庫）ISBN 978-4-09-407065-1

### 漫画原作
- 大正野球娘。（作画：伊藤伸平、『月刊COMICリュウ』連載）
- 帝都たこ焼き娘。 大正野球娘。番外編（作画：よねやませつこ、エッジdeデュアル王立図書館連載）
- 魔法の橋 アイテムゲッター（作画・あらいずみるい、『月刊コミックラッシュ』連載）
- LIPS（作画：よねやませつこ、『Cookie』連載） ※クレジット上は原作でなく「シナリオ」
- 福音のヴェルター（作画：フカキショウコ、BOOK☆WALKER連載）
- RE:BORN〜仮面の男とリボンの騎士〜（原作：手塚治虫、作画：フカキショウコ、協力：手塚プロダクション、ぷら＠ほ〜む連載） ※クレジット上は原作でなく「シナリオ」
- S×Mぷらす執事（原作・木原浩勝、作画：武シゲ、ぷら＠ほ〜む連載）※クレジット上は原作でなく「シナリオ」
- うちの旦那が甘ちゃんで（作画：雷蔵、『月刊少年シリウス』2020年5月号 - 2022年3月号連載）
- 金四郎の妻ですが（作画：迫ミサキ、『月刊少年チャンピオン』2022年4月号[4] - 2024年8月号連載）
- 妖怪犯科帳〜嫁は猫又〜（構成：紗嶋、作画：朱ひゐろ、『マンガクロス』2022年10月6日  - 2023年10月19日連載）※小説「あやかし長屋 嫁は猫又」の改題コミカライズ
- 黄金バット 大正髑髏奇譚（作画：山根和俊、『チャンピオンRED』2023年2月号 - 2024年8月号、全18話）
- 異世界温泉の和菓子屋JK（構成：紗嶋、作画：ひつじたかこ、『チャンピオンクロス』2024年12月19日 - 連載中）